# Giorgi Gakhokidze
Giorgi Gakhokidze est un footballeur géorgien né le 5 novembre 1975 à Tbilissi. Il évoluait au poste d'attaquant.

## Carrière
- 1992-1995 : Metalurg Rustavi ( Géorgie)
- 1995-1996 : FC Dinamo Tbilissi ( Géorgie)
- 1996-1997 : Kolkheti 1913 Poti ( Géorgie)
- 1997-1998 : FK Alania Vladikavkaz ( Russie)
- 1998-1999 : PSV Eindhoven ( Pays-Bas)
- 1999-2000 : Maccabi Haïfa ( Israël)
- 2000-2003 : PSV Eindhoven ( Pays-Bas)
- 2003-2004 : FC Twente ( Pays-Bas)
- 2004 : Metalurg Donetsk ( Ukraine)
- 2004-2007 : FC Twente ( Pays-Bas)[1]

## Palmarès
- Champion de Géorgie en 1996 avec le Dinamo Tbilissi
- Vainqueur de la Coupe de Géorgie en 1996 avec le Dinamo Tbilissi
- Champion des Pays-Bas en 2001 et 2003 avec le PSV Eindhoven
- Vainqueur de la Supercoupe des Pays-Bas en 2000 et 2001 avec le PSV Eindhoven